# Elaphoglossum pardalinum
Elaphoglossum pardalinum är en träjonväxtart som beskrevs av John T. Mickel. Elaphoglossum pardalinum ingår i släktet Elaphoglossum och familjen Dryopteridaceae. Inga underarter finns listade.